# Bahnstrecke Witten–Schwelm
| |                                                                              |                                                           |                                                           |
| Streckennummer (DB): | 2143 (Witten–Schwelm) 2144 (Witten Höhe–Wengern Ost)                         |                                                           |                                                           |
| Kursbuchstrecke (DB): | 450.8 (Gevelsberg West–Schwelm)                                              |                                                           |                                                           |
| Kursbuchstrecke: | 228m (Witten Hbf – Gevelsberg West 1946) 233 (Witten Hbf – Wengern Ost 1946) |                                                           |                                                           |
| Streckenlänge: | 4,6 bzw. 19,7 km                                                             |                                                           |                                                           |
| Spurweite: | 1435 mm (Normalspur)                                                         |                                                           |                                                           |
| Stromsystem: | Witten–Wengern Ost und Gevelsberg West–Schwelm: 15 kV 16,7 ~                 |                                                           |                                                           |
| Streckengeschwindigkeit: | 100 km/h                                                                     |                                                           |                                                           |
| Zweigleisigkeit: | Witten–Wengern Ost, Gevelsberg West–Schwelm                                  |                                                           |                                                           |
| |                                                                              |                                                           |                                                           |
| \| \| \| Hauptstrecke von Duisburg/Dortmund \| \| \| \| \| S-Bahn-Strecke von Dortmund \| \| \| \| 0,0 \| Witten Hbf \| Witten Hbf \| \| \| \| Hauptstrecke nach Hagen \| \| \| \| 1,4 \| Ruhr-Viadukt (Witten) (716 m) \| Ruhr-Viadukt (Witten) (716 m) \| \| \| 1,9 \| Ruhrtalbahn von Hattingen (Ruhr) \| Ruhrtalbahn von Hattingen (Ruhr) \| \| \| 2,7 \| Witten-Höhe (Strw, ehem. Bf, zuletzt Hp) \| Witten-Höhe (Strw, ehem. Bf, zuletzt Hp) \| \| \| \| (Verbindungsstrecke von 1926) \| \| \| \| 4,6 \| Wengern Ost \| Wengern Ost \| \| \| \| Ruhrtalbahn nach Hagen \| \| \| \| 5,0 \| Wengern West \| Wengern West \| \| \| 8,4 \| Albringhausen \| Albringhausen \| \| \| 11,2 \| Silscheder Tunnel (845 m) \| Silscheder Tunnel (845 m) \| \| \| \| Bahnstrecke Schee–Silschede \| \| \| \| 12,0 \| Asbeck \| Asbeck \| \| \| \| A 1 \| \| \| \| 13,1 \| Klosterholztunnel (350 m) \| Klosterholztunnel (350 m) \| \| \| 14,5 \| Stefansbachtal-Viadukt (90 m) \| Stefansbachtal-Viadukt (90 m) \| \| \| \| S-Bahn-Strecke von Hagen \| \| \| \| 15,5 \| Gevelsberg West \| Gevelsberg West \| \| \| \| (ehem. parallele Streckenführung) \| \| \| \| \| \| \| \| \| \| Schwelmer Tunnel (742 m) bzw. Linderhauser Tunnel (945 m) \| \| \| \| \| \| \| \| \| \| ehem. Wuppertaler Nordbahn \| \| \| \| 18,2 \| Linderhausen (Abzw) \| Linderhausen (Abzw) \| \| \| \| Präsident-Hoeft-Tunnel (182/172 m) \| \| \| \| \| Hauptstrecke von Hagen \| \| \| \| 19,7 \| Schwelm \| Schwelm \| \| \| \| Hauptstrecke nach Wuppertal \| \| \| \| \| \| \| \| Quellen: [1][2] \| \| \| \| |                                                                              |                                                           |                                                           |
| Abzweig von links und von rechts |                                                                              | Hauptstrecke von Duisburg/Dortmund                        | Hauptstrecke von Duisburg/Dortmund                        |
| Abzweig geradeaus und von links |                                                                              | S-Bahn-Strecke von Dortmund                               | S-Bahn-Strecke von Dortmund                               |
| Bahnhof mit S-Bahn-Halt | 0,0                                                                          | Witten Hbf                                                | Witten Hbf                                                |
| Verschwenkung von links · Strecke nach links und von halbrechts |                                                                              | Hauptstrecke nach Hagen                                   | Hauptstrecke nach Hagen                                   |
| Brücke über Wasserlauf | 1,4                                                                          | Ruhr-Viadukt (Witten) (716 m)                             | Ruhr-Viadukt (Witten) (716 m)                             |
| Kreuzung geradeaus oben · Strecke von rechts | 1,9                                                                          | Ruhrtalbahn von Hattingen (Ruhr)                          | Ruhrtalbahn von Hattingen (Ruhr)                          |
| Kilometer-Wechsel · Strecke | 2,7                                                                          | Witten-Höhe (Strw, ehem. Bf, zuletzt Hp)                  | Witten-Höhe (Strw, ehem. Bf, zuletzt Hp)                  |
| Abzweig ehemals geradeaus und nach links · Abzweig geradeaus und von rechts |                                                                              | (Verbindungsstrecke von 1926)                             | (Verbindungsstrecke von 1926)                             |
| Strecke (außer Betrieb) · Bahnhof | 4,6                                                                          | Wengern Ost                                               | Wengern Ost                                               |
| Verschwenkung von rechts (Strecke außer Betrieb) · Strecke nach links und von halbrechts |                                                                              | Ruhrtalbahn nach Hagen                                    | Ruhrtalbahn nach Hagen                                    |
| Haltepunkt / Haltestelle (Strecke außer Betrieb) | 5,0                                                                          | Wengern West                                              | Wengern West                                              |
| Bahnhof (Strecke außer Betrieb) | 8,4                                                                          | Albringhausen                                             | Albringhausen                                             |
| Strecke (außer Betrieb) (im Tunnel) | 11,2                                                                         | Silscheder Tunnel (845 m)                                 | Silscheder Tunnel (845 m)                                 |
| Kreuzung (Strecken außer Betrieb) (im Tunnel) |                                                                              | Bahnstrecke Schee–Silschede                               | Bahnstrecke Schee–Silschede                               |
| Haltepunkt / Haltestelle Tunnelende (Strecke außer Betrieb) | 12,0                                                                         | Asbeck                                                    | Asbeck                                                    |
| Strecke mit Straßenbrücke (Strecke außer Betrieb) |                                                                              | A 1                                                       | A 1                                                       |
| Tunnel (Strecke außer Betrieb) | 13,1                                                                         | Klosterholztunnel (350 m)                                 | Klosterholztunnel (350 m)                                 |
| Brücke über Wasserlauf (Strecke außer Betrieb) | 14,5                                                                         | Stefansbachtal-Viadukt (90 m)                             | Stefansbachtal-Viadukt (90 m)                             |
| Abzweig ehemals geradeaus und von links |                                                                              | S-Bahn-Strecke von Hagen                                  | S-Bahn-Strecke von Hagen                                  |
| S-Bahnhof | 15,5                                                                         | Gevelsberg West                                           | Gevelsberg West                                           |
| Verschwenkung von links (Strecke außer Betrieb) · Verschwenkung von rechts |                                                                              | (ehem. parallele Streckenführung)                         | (ehem. parallele Streckenführung)                         |
| |                                                                              |                                                           |                                                           |
| Tunnel (Strecke außer Betrieb) · Tunnel |                                                                              | Schwelmer Tunnel (742 m) bzw. Linderhauser Tunnel (945 m) | Schwelmer Tunnel (742 m) bzw. Linderhauser Tunnel (945 m) |
| |                                                                              |                                                           |                                                           |
| Strecke nach rechts (außer Betrieb) · Strecke |                                                                              | ehem. Wuppertaler Nordbahn                                | ehem. Wuppertaler Nordbahn                                |
| Strecke von links · Abzweig geradeaus und nach rechts | 18,2                                                                         | Linderhausen (Abzw)                                       | Linderhausen (Abzw)                                       |
| Tunnel · Tunnel |                                                                              | Präsident-Hoeft-Tunnel (182/172 m)                        | Präsident-Hoeft-Tunnel (182/172 m)                        |
| Abzweig geradeaus und von links · Kreuzung geradeaus unten |                                                                              | Hauptstrecke von Hagen                                    | Hauptstrecke von Hagen                                    |
| Bahnhof · S-Bahnhof | 19,7                                                                         | Schwelm                                                   | Schwelm                                                   |
| |                                                                              | Hauptstrecke nach Wuppertal                               |                                                           |
| |                                                                              |                                                           |                                                           |
| Quellen: |                                                                              |                                                           |                                                           |

Die Bahnstrecke Witten–Schwelm (auch Elbschetalbahn genannt) ist eine heute zum größten Teil stillgelegte und nur noch an den Endteilstrecken in Betrieb befindliche Eisenbahnstrecke im Ennepe-Ruhr-Kreis im südöstlichen Ruhrgebiet.
Der 4,6 Kilometer lange zweigleisige und heute elektrifizierte Abschnitt von Witten Hauptbahnhof bis Wengern Ost dient nurmehr dem Güterverkehr.
Der 17 Kilometer lange eingleisige Abschnitt von Witten-Höhe nach Schwelm sollte Teil einer Entlastungsstrecke aus dem Ruhrgebiet in Richtung Köln werden. Es war geplant, die Strecke über Schwelm hinaus nach Süden via Lennep nach Köln zu verlängern, wozu es aber durch die Ereignisse des Ersten Weltkrieges nicht mehr kam.

## Geschichte
Die Arbeiten an der Strecke begannen bereits 1911, und obwohl sie letztendlich nur ein Torso ihrer ursprünglichen Planung geblieben ist, zog sich die Fertigstellung bis 1934 hin. So eröffnete die Deutsche Reichsbahn am 4. Oktober 1926 zunächst den Abschnitt von Witten Hauptbahnhof über Witten-Höhe nach Wengern Ost mit Anschluss an die Ruhrtalbahn von Hattingen nach Hagen. Er diente dann rund zehn Jahre lang ausschließlich dem Güterverkehr, um die Bahnstrecke Elberfeld–Dortmund zu entlasten.
Der wirtschaftliche Niedergang während des Krieges und danach war der Grund für die lange Bauzeit am Hauptteil der Strecke, wobei die meisten Arbeiten bereits vor 1914 fertiggestellt waren. Die notwendigen Restarbeiten wurden erst zu Beginn der 1930er Jahre als Arbeitsbeschaffungsmaßnahme durchgeführt. Die Baukosten für die Strecke beliefen sich schließlich auf 50 Millionen Reichsmark.
In der Zeit von 1934 bis 1939 verkehrten auf der Strecke täglich 23 Personenzüge, davon fünf Eilzüge. Hinzu kam Güterverkehr in erheblichem Umfang.
Im Zweiten Weltkrieg nutzte man Silscheder Tunnel, Klosterholztunnel, Schwelmer Tunnel und Linderhauser Tunnel unter den Tarnnamen Buchfink, Goldammer und Meise (letzterer bezieht sich aufgrund der parallelen Lage sowohl auf den Schwelmer als auch den Linderhauser Tunnel) als U-Verlagerung für die Rüstung, in denen Zwangsarbeiter Waffen herstellen mussten.
Der Betrieb der Eisenbahn wurde nach 1945 wiederaufgenommen; der Verkehr nahm aber in der Nachkriegszeit kontinuierlich ab. Als Folge wurde auf dem mittleren Teil von Witten-Höhe über Wengern West und Albringhausen nach Gevelsberg West am 30. November 1979 der Personenverkehr eingestellt. Am 14. Januar 1980 wurde dieser Abschnitt für den Gesamtverkehr gesperrt und zum 1. Januar 1983 stillgelegt.
Das ehemalige Empfangsgebäude des Bahnhofes Albringhausen ist in Privatbesitz und wird gastronomisch genutzt.
Der Haltepunkt Asbeck wurde am 15. Mai 1934 eröffnet. Bedingt durch den Bahnbau und die Haltestelle war in Asbeck die Anzahl der Wohlfahrtsempfänger von 40 auf 10 zurückgegangen. Am 2. Oktober 1960 wurde die Besetzung des Haltepunktes aufgegeben und das Bahnhofsgebäude zu einem Wohnhaus umgewandelt.

## Streckenverlauf
Der Streckenverlauf war durch einige aufwendige Viadukte und Eisenbahntunnel gekennzeichnet, zu denen auch das Ruhr-Viadukt bei Witten gehörte. Weitere Viadukte sind das Elbschetal-Viadukt in Wengern und das Stefansbachtal-Viadukt in Gevelsberg. Zwei etwa 900 Meter lange Tunnel befinden sich bei Silschede und nördlich von Schwelm.
Aus eisenbahntechnischer Sicht war die Strecke optimal ausgeführt:
- zweigleisige Trasse,
- geringe Steigungen,
- große Kurvenradien,
- große Querschnitte der Tunnel,
- Verzicht auf niveaugleiche Straßenübergänge mit Bahnübergängen,

zeigen eine Planung, die in europäischen Dimensionen dachte. Dennoch blieb die Strecke in ihrer Gesamtheit lediglich Stückwerk und erreichte nie die ihr ursprünglich zugedachte Bedeutung.

## Heutige Situation
Der nördliche Teil der Strecke dient heute wieder nur noch dem Güterverkehr, während der südliche Abschnitt durch den 945 Meter langen Linderhauser Tunnel von Gevelsberg nach Schwelm für die S-Bahn-Linien S 8 und S 9 der S-Bahn Rhein-Ruhr die Verbindung zwischen der Bahnstrecke Düsseldorf-Derendorf–Dortmund Süd und der Bahnstrecke Elberfeld–Dortmund schafft.

## Planung
Es ist geplant, auf dem stillgelegten Teil einen Bahntrassenradweg anzulegen. Die Strecke führt durch ein landschaftlich reizvolles Gebiet mit je zwei Viadukten und Tunneln, von denen der 845 m lange Silscheder Tunnel eine außergewöhnliche Länge für einen Fahrradtunnel haben wird. Wegen dieser Bauten ist allerdings die Finanzierung des Projektes noch nicht geklärt, da beispielsweise die Beleuchtung der Tunnel erhebliche Kosten verursachen würde.
Ein Teil der Verbindung ist das noch auszubauende Teilstück des Von-Ruhr-zur-Ruhr-Radwegs. Davon wurde im August 2017 der Abschnitt von Witten bis Albringhausen fertiggestellt.

## Trivia
Beim Bau der Strecke musste das Haus abgerissen werden, in dem Henriette Davidis lange Zeit tätig war. Die Platte ihres Herdes, an dem sie viele ihrer Kochrezepte entwickelt hatte, mauerte man in eine kleinere Brücke ein. Die Brücke findet sich am Henriette-Davidis-Weg in Wengern.

## Bildergalerie

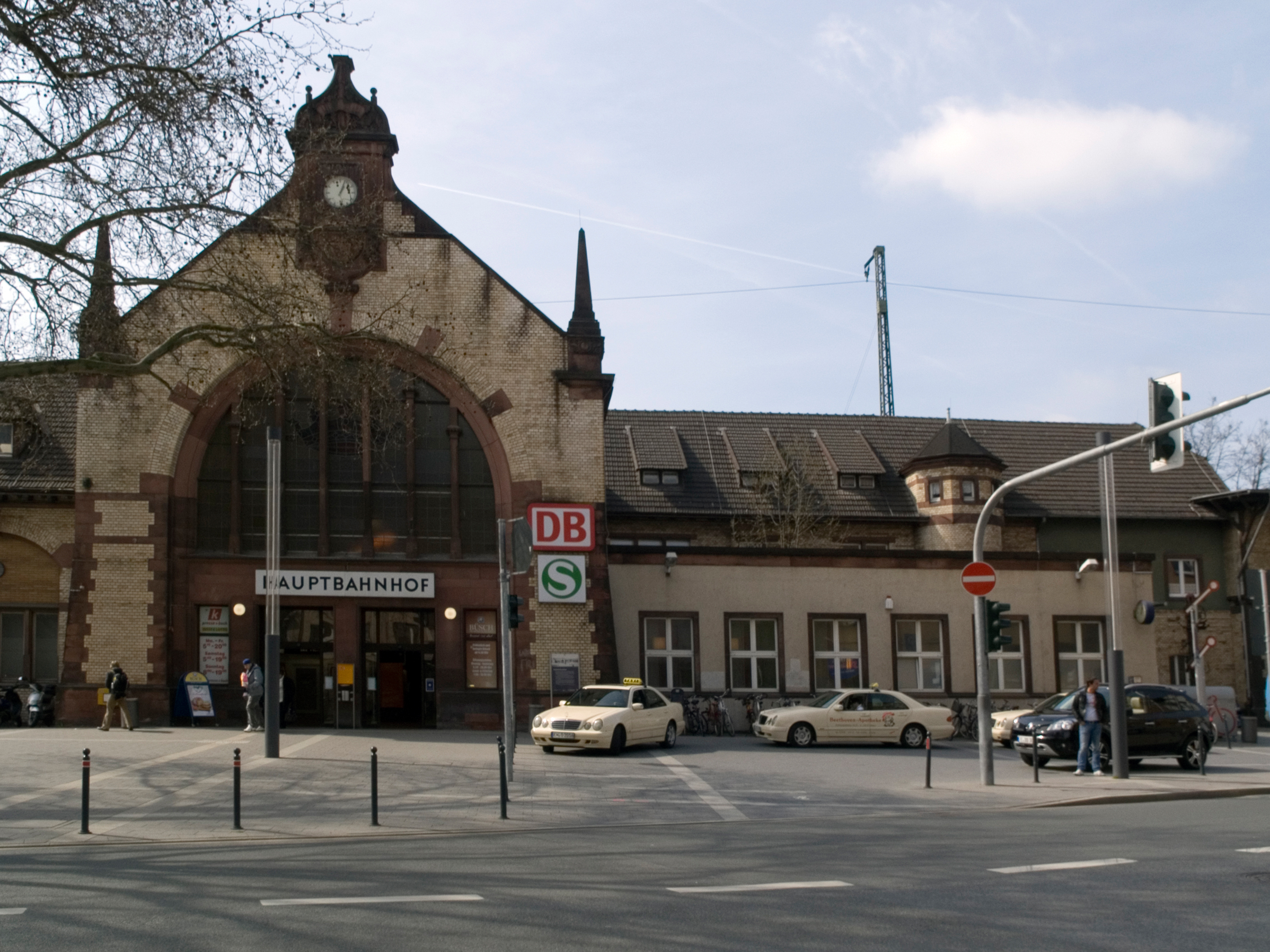
Witten Hauptbahnhof
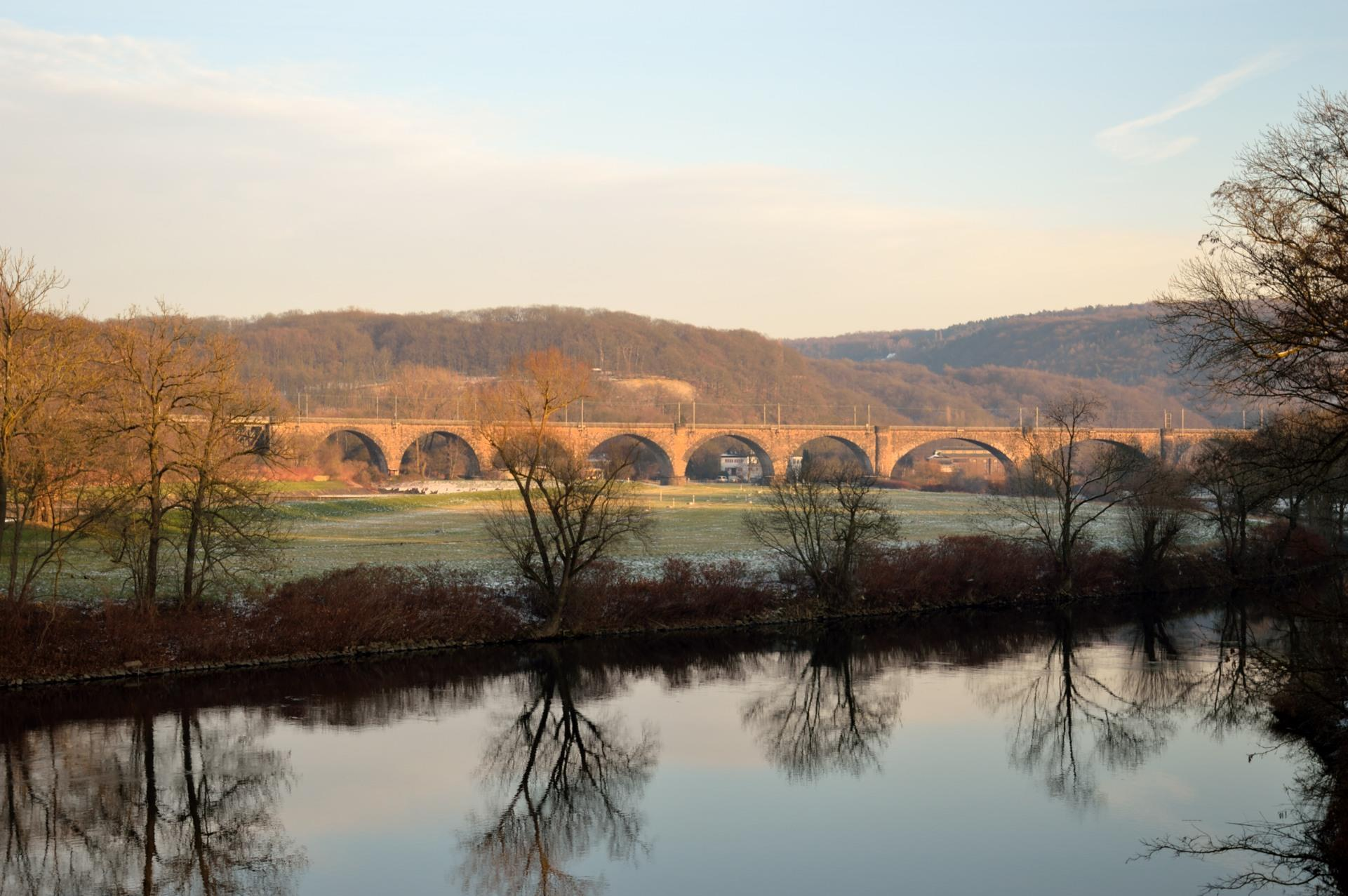
Ruhrtal-Viadukt bei Witten
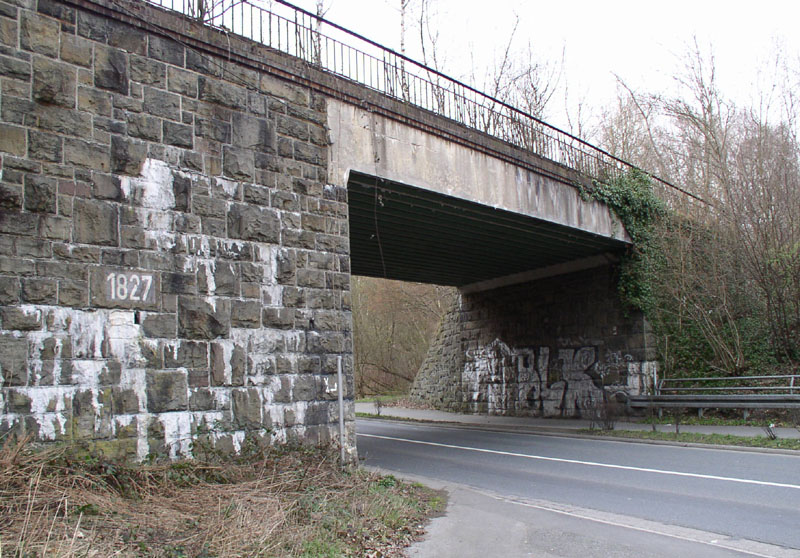
Unterführung bei Wengern
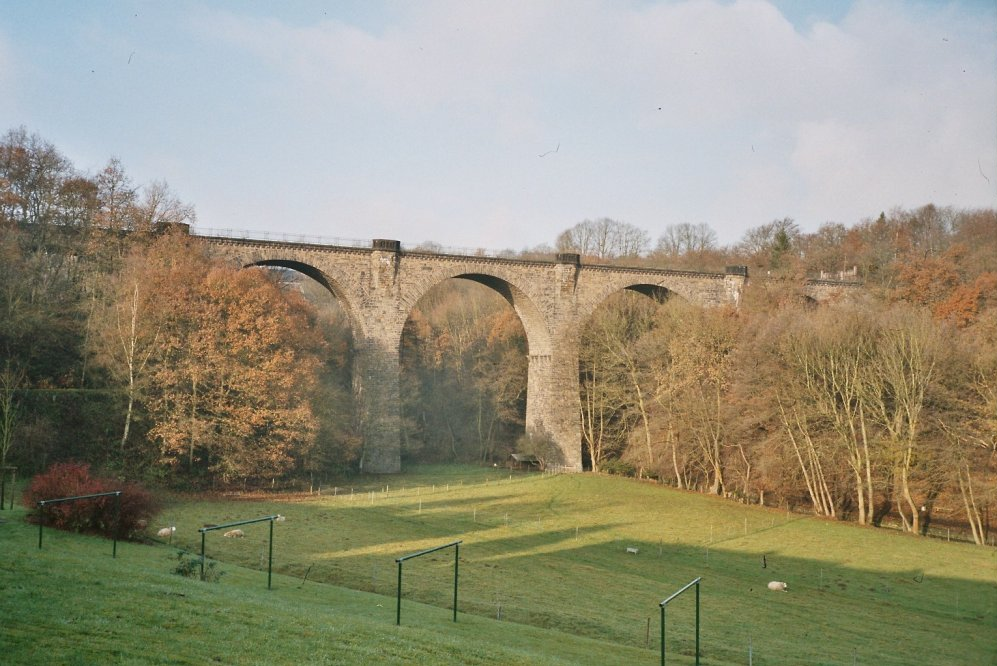
Elbschebachtal-Viadukt bei Wengern
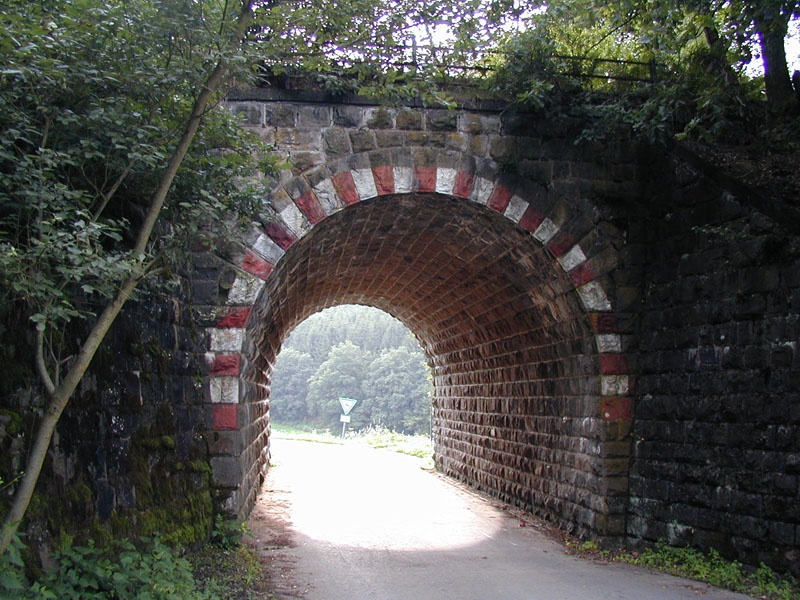
Eine von drei typischen Unterführungen im Elbschetal
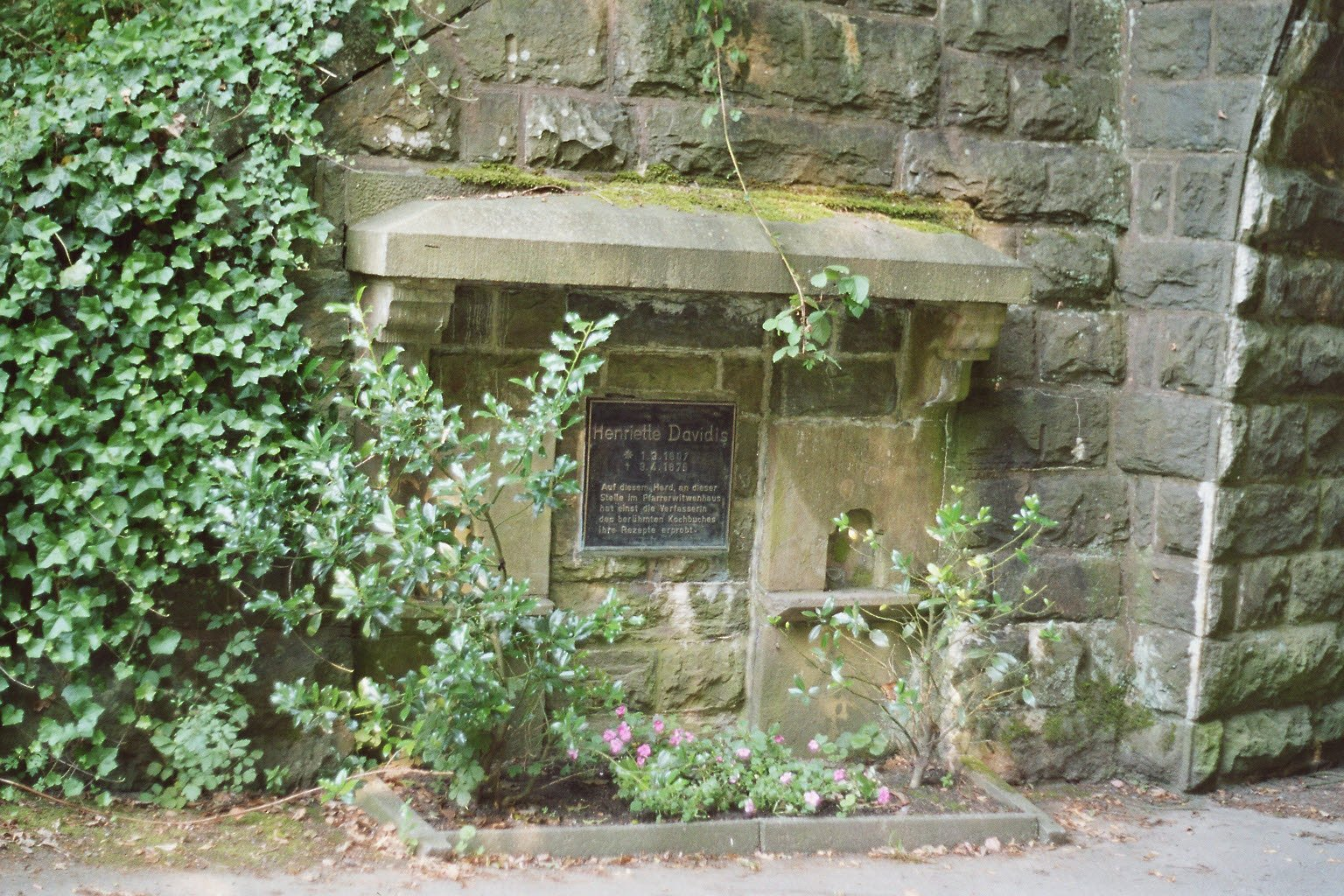
Als Gedenktafel verwendete Kochplatte Henriette Davidis
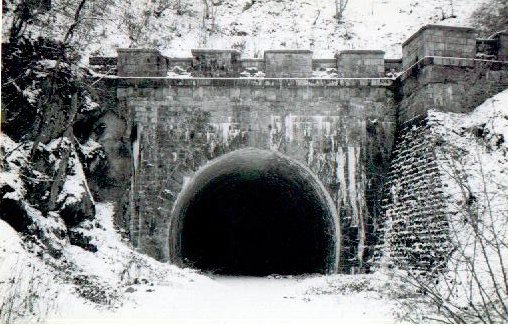
Nordportal des Silscheder Tunnels
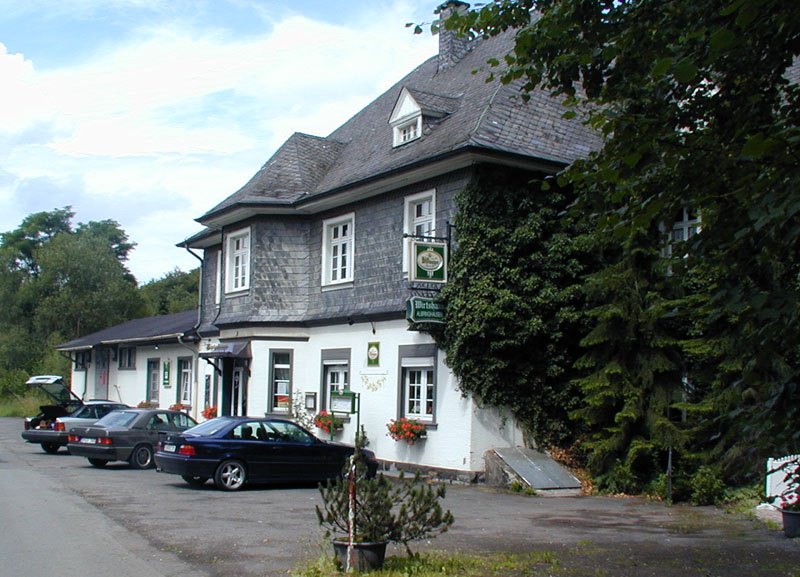
Bahnhofsgebäude von Albringhausen
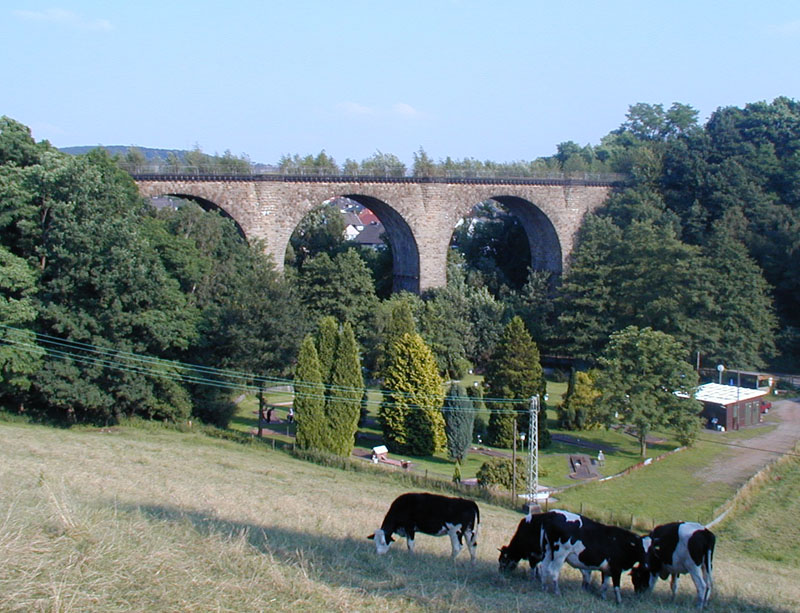
Stefansbachtal-Viadukt in Gevelsberg
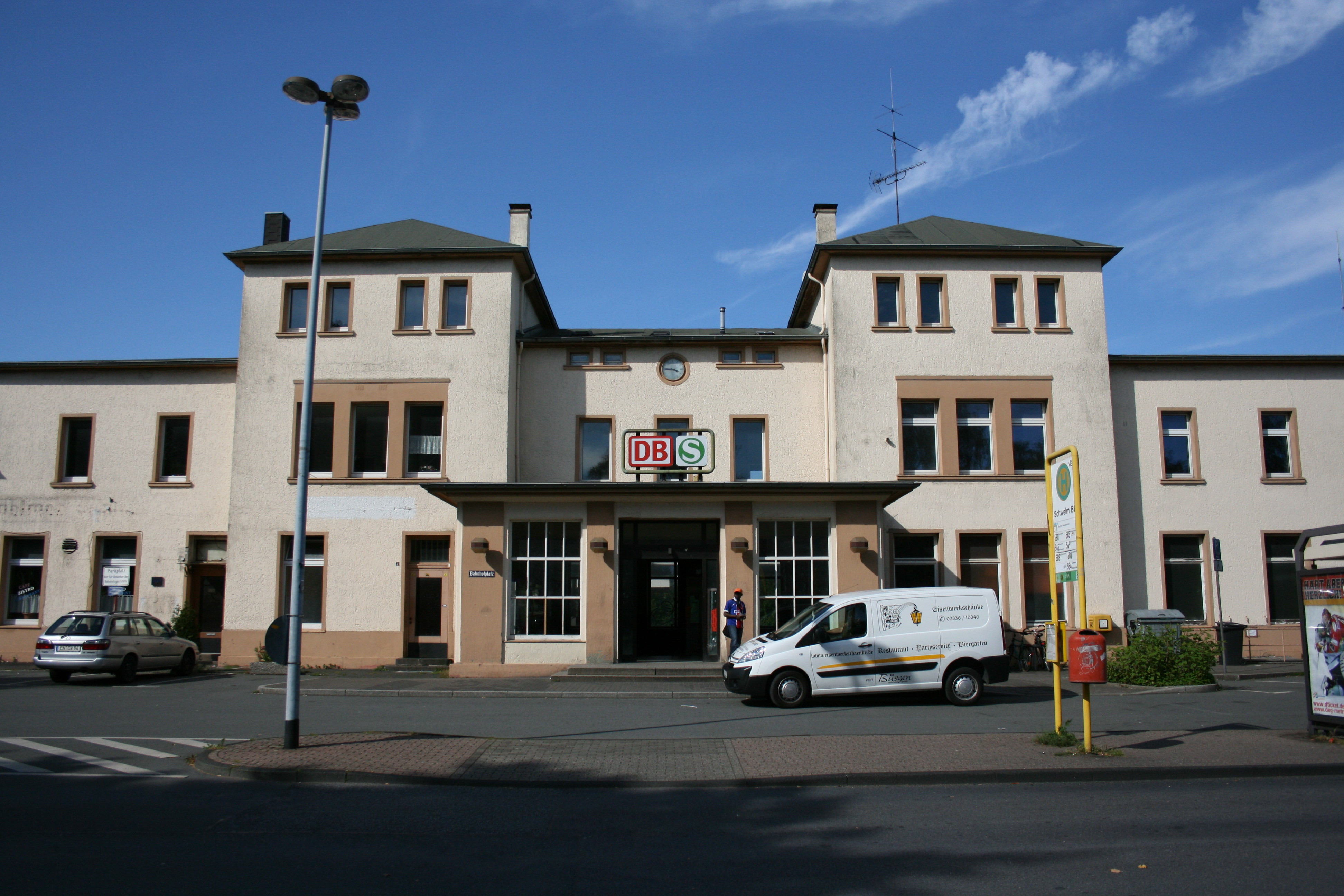
Bahnhof Schwelm
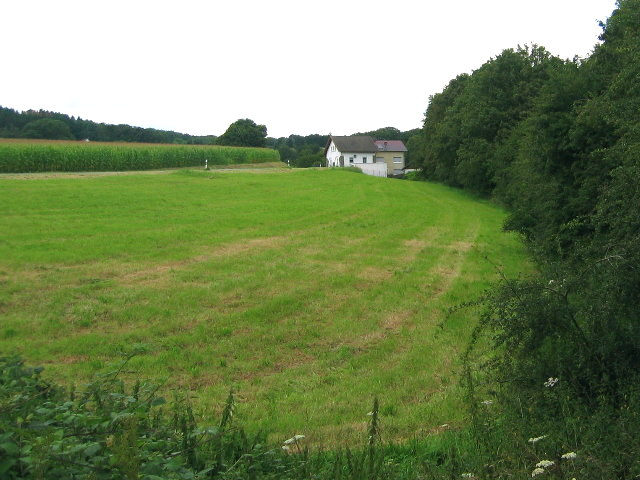
Bahnhof Asbeck
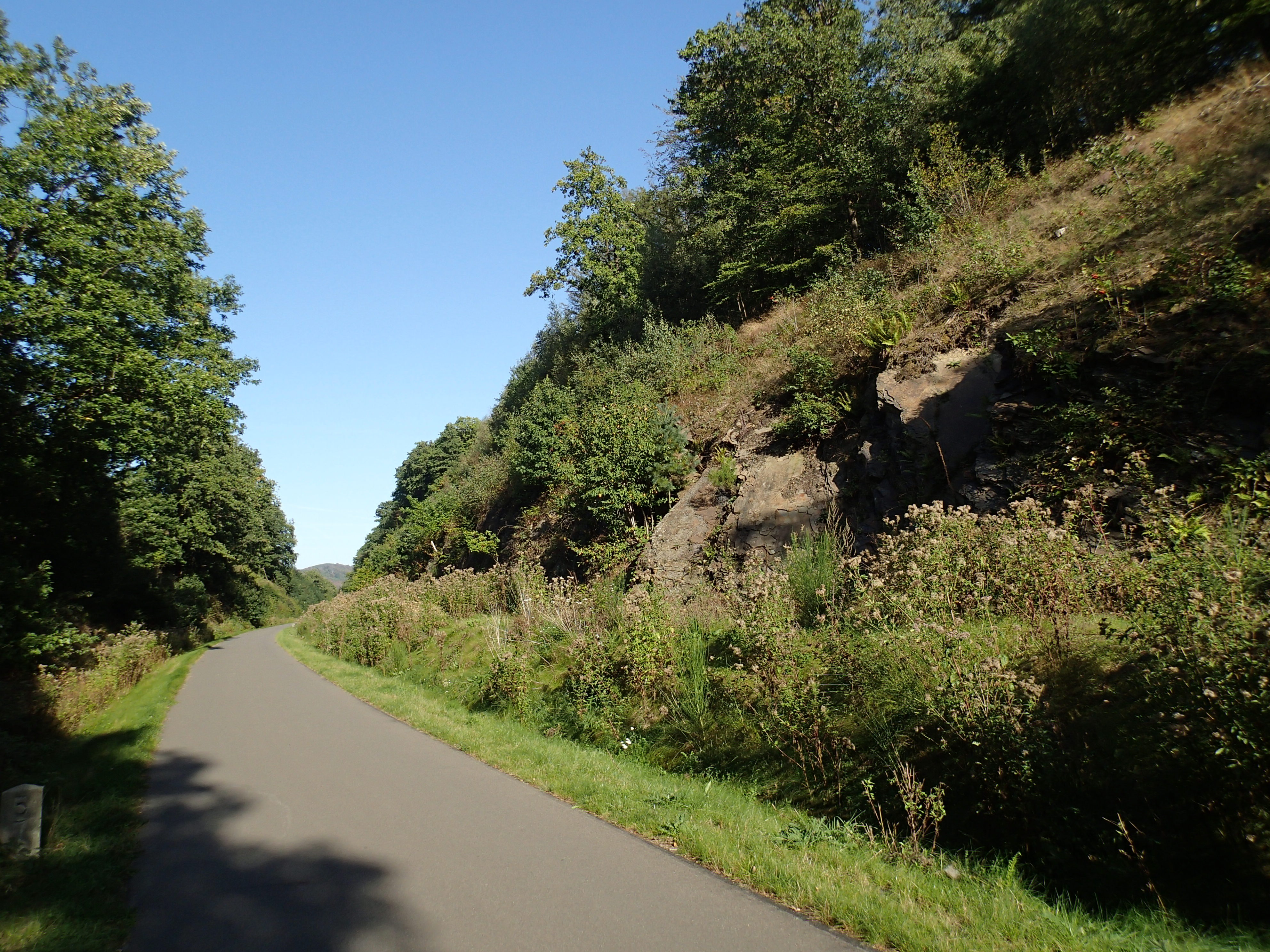
Zwischen Albringhausen und Wengern